# Хэмм, Ник
Ник Хэмм (англ. Nicholas Hamm, род. 10 декабря 1957) — британский кино- и телережиссер, театральный постановщик и продюсер.
Получил премию BAFTA за фильм «The Harmfulness Of Tobacco», снятый по мотивам рассказа Антона Чехова («О вреде табака»).
«Тачка на миллион» — уже вторая полнометражная работа Ника Хэмма, мировая премьера которой состоится на Венецианском кинофестивале. В 2016 году его картина «Путь» с Тимоти Споллом в главной роли вошла в официальную программу 73-го Венецианского кинофестиваля. Также обе картины представлены на Международном кинофестивале в Торонто.

## Биография
Николас Хэмм родился 10 декабря 1957 года в Белфасте, столице Северной Ирландии (Великобритания). Закончил Манчестерский университет, где изучал философию.

## Карьера

### Театр
Карьеру театрального режиссера начинал в Лондоне. Ник Хэмм ставил шекспировские и современные пьесы на протяжении пяти лет в Королевском Шекспировском театре (Royal Shakspeare Company). В постановке Ника Хэмма выходили пьесы ведущих британских авторов Говарда Баркера и Эдварда Бонда, а также великого американского драматурга Артура Миллера.
После Шекспировского театра Хэмма как режиссера приглашали на крупнейшие постановки в Европе. Позже он стал художественным руководителем в известном лондонском театре Сэдлерс-Уэллс (Sadler’s Wells Theatre Company).

### Кино
В кино Ник Хэмм дебютировал документальной лентой «The Bottom Line» (1989), в которой приняли участие актёр Дастин Хоффман и драматург Артур Миллер.
В 1992 году Хэмм получил премию BAFTA за фильм «The Harmfulness Of Tobacco», снятый по мотивам рассказа Антона Чехова («О вреде табака»).
В 2001 году Хэмм получил культовый статус за нашумевший полнометражный художественный фильм «Яма», который для Киры Найтли стал дебютом на большом экране.
В 2004 году Ник Хэмм выступил в качестве режиссера мистического триллера «Другой» с Робертом Де Ниро.
В 2011 он срежиссировал рок-н-ролльную комедию «Убить Боно» с Беном Барнсом и Робертом Шиэном о становлении культовой рок-группы U2.
В 2016 году его картина «Путь» вошла в официальную программу 73-го Венецианского кинофестиваля и была представлена на Международном кинофестивале в Торонто.
Новый фильм «Тачка на миллион» (2018) — уже вторая полнометражная работа Ника Хэмма, мировая премьера которой состоится на Венецианском кинофестивале. Картину также покажут на Международном кинофестивале в Торонто.

### Телевидение
Ник Хэмм много работал как режиссер на телевидении (в том числе для BBC) с такими звездами, как Кэтрин Зета-Джонс, Колин Фёрт и Хелен Бонем Картер.

## Фильмография

### Режиссёр
- 1993 — «Танцующая королева» / Dancing Queen (1993)
- 1998 — «Кое-что о Марте» / [Martha, Meet Frank, Daniel and Laurence (1998)
- 1998 — «Разговор ангелов» / Talk of Angels (1998)
- 2001 — «Яма» / The Hole (2001)
- 2004 — «Другой» / Godsend (2004)
- 2011 — «Убить Боно» / Killing Bono (2011)
- 2013 — «Бестия (сериал)»/ Rogue (2013—2016)
- 2013 — «Закрытый круг (сериал)»/ Full Circle (2013—2016)
- 2014 — Things You Shouldn't Say Past Midnight (2014)
- 2016 — «Путь» / The Journey (2016)
- 2018 — «Тачка на миллион» / Driven (2018)
- 2022 — «Джиджи и Нэйт» / Gigi & Nate (2022)
- 2024 — «Легенда о Вильгельме Телле» / William Tell (2024)